# 俄亥俄州立大学莫里兹法学院

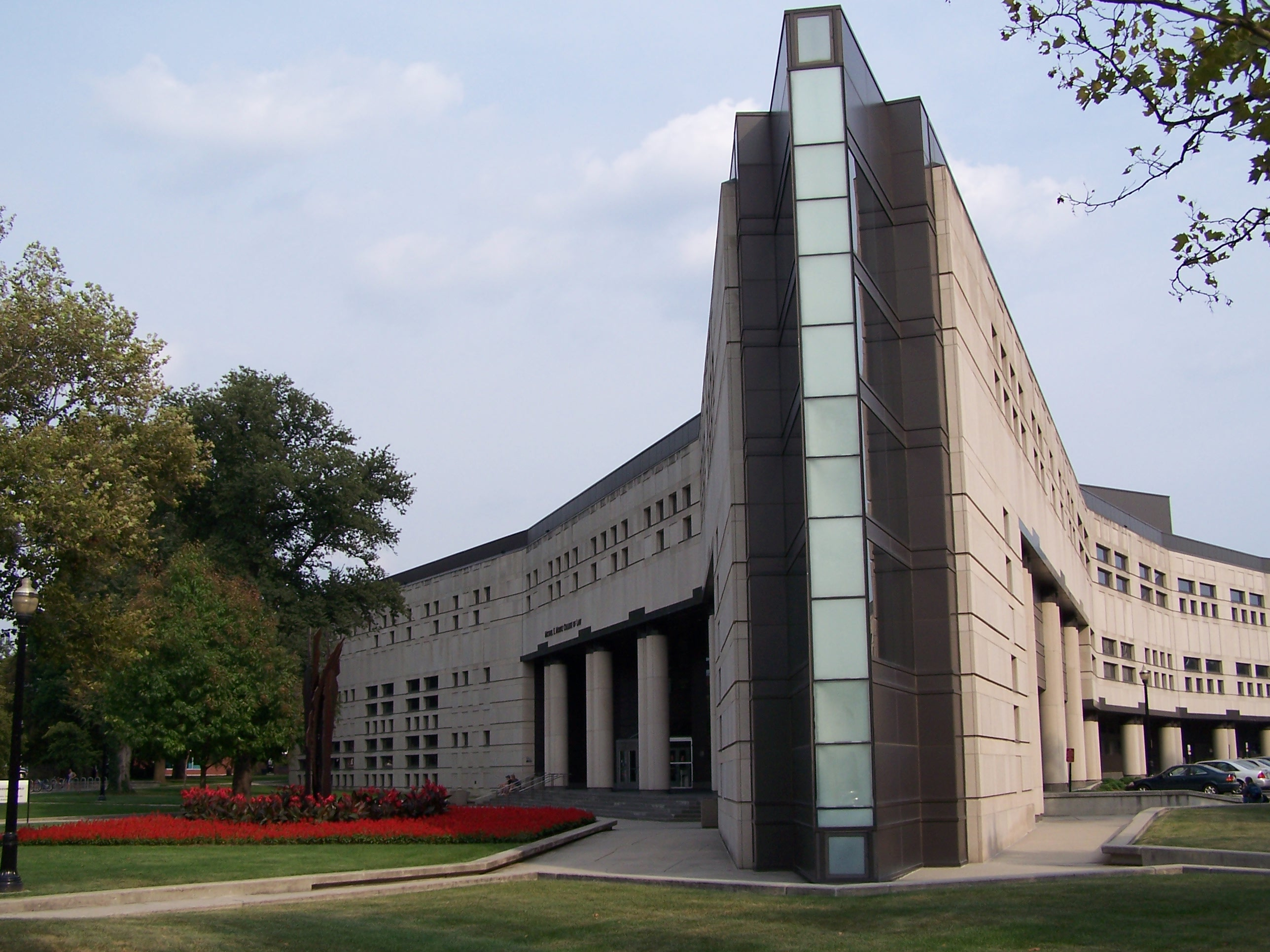
法学院

俄亥俄州立大学莫里兹法学院（The Ohio State University Moritz College of Law）
是一所自1891年起在美国俄亥俄州哥伦布创设的法学院，附属于俄亥俄州立大学。
该学院在2019年《美国新闻与世界报道》的法学院排名里被评为第32名。
该学院因为校友 Michael E. Moritz 于2001年向该院捐款三千万美元而改名。当时这是全校最大一笔捐款。